# Gänswirthshaus
Gänswirthshaus ist ein Gemeindeteil der Großen Kreisstadt Weißenburg in Bayern im Landkreis Weißenburg-Gunzenhausen (Mittelfranken, Bayern). Gänswirthshaus liegt in der Gemarkung Oberhochstatt.

## Lage
Das Dorf liegt in der Fränkischen Alb, unweit nordöstlich von Weißenburg, an den Südhängen des Rohrbergs. Weiter östlich liegen Niederhofen, Kreuzwirtshaus und Oberhochstatt. Südlich liegen der Wülzburger Berg, auf dessen Bergspitze die Festung Wülzburg und am Nordhang des Berges der Nachbarort Kehl. Von Osten her durchfließt der Bösbach, abschnittsweise auch Rohr- oder Klingenbach genannt, den Ort. Einige Straßen verbinden Gänswirthshaus mit den Nachbarorten. Nördlich liegt das 1986 ausgewiesene Naturschutzgebiet Quellhorizonte und Magerrasen am Albtrauf bei Niederhofen.

## Geschichte
Der Ortsname geht zurück auf den einstigen Flurnamen "Gäns-Espan", also eine Gänseweide, bei der im Jahr 1768 Johann Georg Loy eine Gastwirtschaft errichtet hat. Im Jahre 1846 sind dort ein Haus, eine Familie und drei Seelen verzeichnet. 1871 lebten im Ort in zwei Gebäuden sechs Menschen mit fünf Rindviechern. Heute umfasst der Ort etwa 40 Haushalte. Gänswirthshaus gehörte vor der bayerischen Gebietsreform vom 1. Mai 1978 der Gemeinde Oberhochstatt an.
Kirchlich gehört der Ort zur evangelischen Weißenburger Stadtkirche St. Andreas im Evangelisch-Lutherischen Dekanat Weißenburg sowie zur katholischen Kirchengemeinde St. Willibald in Weißenburg im Dekanat Weißenburg-Wemding im Bistum Eichstätt.